# سندالة
جزيرة سندالة هي إحدى جزر البحر الأحمر، وأولى وجهات نيوم للسياحة البحرية الفاخرة ونوادي اليخوت على البحر الأحمر بمساحة إجمالية تصل لـ840,000 متر مربع (9,000,000 قدم2). أعلن ولي العهد الأمير محمد بن سلمان عن تطويرها في 5 ديسمبر 2022. تُعدّ سندالة إحدى المناطق المُعلَن عنها ضمن نيوم. افتتحت سندالة أبوابها للزوّار رسمياً في أكتوبر 2024.
تُعدّ هذه الجزيرة الفاخرة جزءًا من جهود رؤية السعودية 2030 التي تهدف إلى إنشاء قطاع سياحي قوي، ومن المتوقع أن تُوفّر 3,500 وظيفة. تهدف سندالة إلى جذب 2,400 زائر يوميًا بحلول عام 2028.

## الموقع
تقع جزيرة سندالة في البحر الأحمر على مساحة إجمالية تقارب 840 ألف متر مربع، وتعد واحدة من مجموعة من الجزر التي سيتم تطويرها في نيوم، ويتم تطويرها لتقدم موسماً جديداً لليخوت.

## التصميم
تبلغ مساحة الجزيرة 20 فدانًا، وقد صمّمها لوكا ديني بحيث تُشبه قرية من المنتجعات الفاخرة. تضمّ الجزيرة ناديًا رياضيًا، ومركزًا صحيًا وسبا، وأكثر من 51 متجرًا فاخرًا للبيع بالتجزئة، وملعبًا للجولف، و 38 مطعمًا، منها 12 مطعمًا يُديرها طهاة حائزون على نجمة ميشلان، بمن فيهم كارلو كراكّو، بالإضافة إلى شراكة مع برنامج ماستر شيف. صممت الجزيرة لتندمج مع الشعاب المرجانية والمياه الصافية للبحر الأحمر. تتضمّن الجزيرة أعمدة كوارتز "تفاعلية" لتوفير تجارب حسّية، وتشمل آلاف القطع المرجانية التي تمّ نقلها من الخارج لتعزيز الشعاب المرجانية الموجودة حول الجزيرة. يُطلق على المركز الحضري لسندالة اسم "القرية"، ويتكوّن من فنادق فاخرة ومتاجر للبيع بالتجزئة.
صُمّمت سندالة لتكون وجهة لليخوت الفاخرة، وتحديدًا لمنافسة رحلات اليخوت في منطقة البحر الكاريبي كوجهة شتوية. يحتوي مرسى الجزيرة على 85 رصيفًا لليخوت التي يصل طولها إلى 165 قدمًا، وعوامات خارج الميناء لاستيعاب اليخوت التي يصل طولها إلى 550 قدمًا. تبعد الجزيرة 17 ساعة عن معظم وجهات اليخوت في البحر الأبيض المتوسط، وستكون بمثابة نقطة دخول نيوم إلى البحر الأحمر، ما يُوفّر سهولة الوصول لأصحاب القوارب الأوروبيين والسعوديين وأصحاب القوارب من دول مجلس التعاون الخليجي.

## التاريخ
في 5 ديسمبر 2022، أعلن الأمير محمد بن سلمان عن تطوير جزيرة سندالة، وقال: «ستكون سندالة أول وجهة بحرية فاخرة ونوادي اليخوت على البحر الأحمر في نيوم، كما ستكون بوابة للسياحة العالمية في البحر الأحمر والمنطقة، تتميز بموقع فريد وطبيعة ساحرة تؤهلانها أن تكون منصة للسياحة البحرية الفاخرة على مستوى العالم».
وسيوفر مشروع جزيرة سندالة 3500 وظيفة تدعم القطاع السياحي وخدمات الضيافة والترفيه، كما ستضم الجزيرة مرسى مع 86 رصيفاً بحرياً، يجعله وجهة لاستيعاب القوارب واليخوت الكبيرة، ما يجعلها البوابة الرئيسة للبحر الأحمر، التي تقدم تجارب استثنائية للرحلات البحرية، وستوفر الجزيرة 413 غرفة فندقية بأعلى المعايير العالمية، إضافة إلى 333 من الشقق الفندقية ذات المستوى العالي من الخدمات، إضافة إلى نادٍ شاطئي فاخر ونادٍ لليخوت، مع تقديم تجارب استثنائية في المطاعم العالمية في الجزيرة.
وتجمع الجزيرة مزيجاً من العلامات التجارية العالمية والمصمّمة لتوفّر منظومة سياحية متكاملة متفردة تلبي احتياجات مختلف الشرائح من خلال وجود عددٍ من المتاجر الفاخرة والمصمّمة خصيصاً للجزيرة، كما ستوفر الجزيرة لمحبي رياضة القولف أرضاً تبلغ مساحتها 6474 ياردة (5920 متراً)، تتكوّن من ملعبين عالميين يحتويان على 9 حفر، ومخصّصين لــ 70 ضربة مع 18 نقطة انطلاق.
وقّعت شركة ماريوت الدولية صفقة لافتتاح ثلاثة فنادق في عام 2024، بما في ذلك منتجع شاطئي فاخر يضمّ 70 غرفة، وفندق فاخر في المدينة يضمّ 115 غرفة، وفندق من مجموعة أوتوجراف يضمّ 66 غرفة، بينما من المُقرّر افتتاح فندق فور سيزونز يضمّ 277 غرفة في عام 2026.

### الافتتاح
- في 27 أكتوبر 2024م أعلن عن افتتاح سندالة.[12][13]
- في 29 أكتوبر 2024م أعلنت الهيئة السعودية للبحر الأحمر بالتعاون مع الهيئة العامة للمساحة والمعلومات الجيومكانية عن إنتاج أول خارطة بحرية ملاحية لجزيرة سندالة في منطقة نيوم.[14]